# Lopholaena trianthema
Lopholaena trianthema là một loài thực vật có hoa trong họ Cúc. Loài này được (O.Hoffm.) B.L.Burtt mô tả khoa học đầu tiên năm 1975.